# Ла Пјетра (Венеција)
Ла Пјетра (итал. La Pietra) је насеље у Италији у округу Венеција, региону Венето.
Према процени из 2011. у насељу је живело 45 становника. Насеље се налази на надморској висини од -1 м.